# Varun Kumar
Varun Kumar (Punjab, 25 de julho de 1995) é um jogador de hóquei sobre a grama indiano.

## Carreira
Kumar logo conseguiu assinar com o Punjab Warriors na Hockey India League, em 2014. Ele integrou a Seleção Indiana de Hóquei sobre a grama masculino nos Jogos Olímpicos de Verão de 2020 em Tóquio, quando conquistou a medalha de bronze após derrotar a equipe alemã por 5–4.